# Johann Andreas Sprecher von Bernegg
Johann Andreas Sprecher von Bernegg (* 3. November 1811 in Maienfeld; † 17. August 1862 in Davos) war ein Schweizer Politiker. 1853/54 und 1860/61 gehörte er dem Ständerat an, von 1857 bis 1860 dem Nationalrat.

## Biografie
Er entstammte der Linie Clus-Maienfeld der einflussreichen Adelsfamilie Sprecher von Bernegg. Seine Eltern waren der niederländische Generalmajor Jakob Sprecher von Bernegg (* 29. November 1756; † 5. März 1822) und dessen Ehefrau Dorothea Sprecher von Bernegg (* 30. August 1772; † 14. April 1835). Sein Vater war Inhaber eines Schweizer Regiments unter König Wilhelm I.
Sprecher absolvierte das Gymnasium in Chur, anschliessend studierte er Rechtswissenschaften, Sprachen und Geschichte an den Universitäten München, Berlin und Paris sowie an der Akademie Lausanne. Ab 1832 war er in Chur als Rechtsanwalt tätig, im Militär hatte er den Rang eines Obersten.
Sprechers politische Karriere begann 1841 mit der Wahl in den Grossen Rat des Kantons Graubünden, dem er zunächst bis 1843 angehörte. 1842/43 amtierte er als Landammann von Klosters, 1851 und 1853 als Bürgermeister von Chur. Von 1851 bis 1853 sass er erneut im Grossen Rat, in den Jahren 1852 und 1856 auch im Kleinen Rat (Kantonsregierung). 1855 redigierte er die Graubündner Zivilprozessordnung. Als Vertreter der Liberal-Konservativen kandidierte Sprecher mit Erfolg bei den Nationalratswahlen 1857 im Wahlkreis Graubünden-Mitte, drei Jahre später gelang ihm die Wiederwahl jedoch nicht. 1862 war er Mitglied der Redaktion für das Graubündner Zivilgesetzbuch.

## Familie
Er heiratete am 22. September 1842 Barbara von Albertini (* 12. Oktober 1820; † 7. Juli 1856), die Tochter des Bürgermeisters Christoph von Albertini und seiner Frau Ursula Elisabeth Gugelberg von Moos. Johann Andreas und Barbara hatten sechs Kinder, zwei Töchter und vier Söhne, darunter Hermann (1843–1902), Arthur Heinrich (1852–1912) und Anton Adolf Christoph (1849–1915).